# Z 10 Hans Lody
Z 10 Hans Lody war ein Zerstörer der Klasse 1934 A der deutschen Kriegsmarine. Der Zerstörer überstand den Zweiten Weltkrieg und wurde Großbritannien zugelost. Nach verschiedenen Tests wurde die Hans Lody 1949 in Sunderland abgebrochen.
Benannt wurde der Zerstörer nach dem Oberleutnant z. S. der Reserve Carl Hans Lody, der am 6. November 1914 als erster deutscher Spion in London hingerichtet worden war.

## Baugeschichte
Die Hans Lody war ein Zerstörer des im Januar 1935 bestellten Typs 1934 A und hatte eine Länge von 119 m über alles sowie von 116 m in der Wasserlinie. Sie war bis zu 11,3 m breit und hatte einen Höchsttiefgang von 4,23 m. Die Standardverdrängung betrug 2260 ts und 3190 t bei voller Ausrüstung. Die Blohm & Voss-Turbinen erbrachten eine Höchstleistung von 70.000 PS, die dem Boot eine Höchstgeschwindigkeit von 36 kn gaben. Die Dampferzeugung für die Turbinen erfolgte in sechs Hochdruckkesseln vom System Benson. Wie die anderen Boote der Klasse konnte sie bis zu 752 t Dieselkraftstoff fassen, die ihr eine Reichweite von 4400 Seemeilen bei 19 Knoten (kn) geben sollten. Die Boote der Klasse erwiesen sich jedoch im Dienst als topplastig, so dass 30 % des Treibstoffes ungenutzt bleiben mussten, um als notwendiger Ballast zu dienen. Dies reduzierte die nutzbare Reichweite auf 1825 sm bei 19 kn.
Bewaffnet war die Hans Lody mit fünf 12,7-cm SK C/34 in Einzelaufstellung mit Schutzschilden, von denen je zwei übereinander auf der Back und auf dem Achterschiff angeordnet waren. Das fünfte Geschütz stand auf dem hinteren Deckshaus. Die Flugzeugabwehrbewaffnung bestand aus vier 3,7-cm SK C/30 in Zwillingslafetten neben dem hinteren Schornstein und sechs 2-cm-Flak C/30 in Einzellafetten. Die Torpedobewaffnung bestand aus acht 53,3-cm-Torpedorohren in zwei schwenkbaren Vierlingssätzen. Vier Wasserbombenwerfer standen neben dem hinteren Deckshaus. Außerdem gab es sechs Halterungen für Wasserbomben im Heckbereich. Damit konnte der Zerstörer Salvenwürfe von bis zu 16 Wasserbomben werfen. Der Vorrat an Wasserbomben konnte bis zu 64 betragen. Auf dem Achterdeck hatte das Boot Schienen für den Transport von bis zu 60 Minen.
Die Kiellegung des Bootes erfolgte am 4. August 1935 auf der Germaniawerft in Kiel mit der Baunummer 536 als zweites der von dieser Werft zu liefernden Boote der Klasse. Taufe und Stapellauf fanden am 14. Mai 1937 statt, und am 17. September 1938 wurde das Boot als neuntes der Klasse in Dienst gestellt. Erster Kommandant war Korvettenkapitän Karl-Jesko von Puttkamer, der bisherige Marineadjutant Hitlers.

## Einsatzgeschichte
Die Hans Lody wurde im April 1939 der neu aufgestellten 4. Zerstörerflottille zugeteilt. Am 30. Mai 1939 gehörte das Boot zu den Flotteneinheiten, welche die heimkehrende Legion Condor in der Nordsee empfingen. Im Juli war das Boot mit weiteren Zerstörern an Manövern der Kriegsmarine in Nord- und Ostsee beteiligt.

### Kriegseinsatz

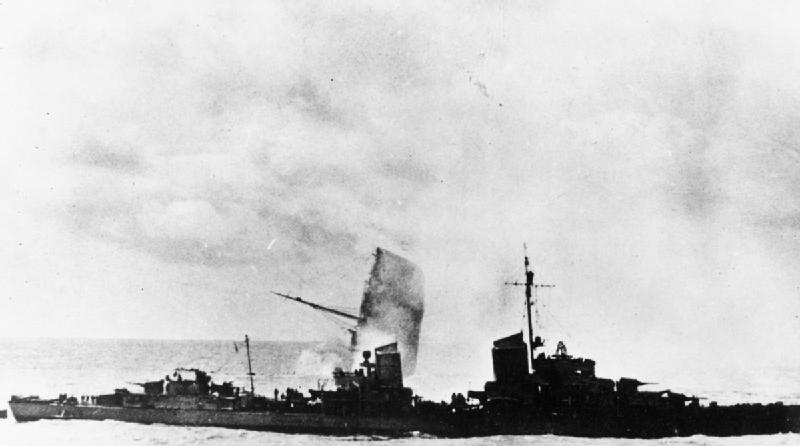
Z 10 vor der sinkenden Orama im Juni 1940

Anfang September 1939 gehörte die Hans Lody zu den gegen Polen eingesetzten Einheiten in der Ostsee, verlegte aber schon am 4. September in die Nordsee. Bei der Übernahme von Minen zur Verlegung der „Westwall“-Minensperren ereignete sich eine Explosion, die zwei Tote und sechs Verwundete zur Folge hatte. Ende September und zweimal im Oktober 1939 war das Boot an erfolglosen Vorstößen gegen den Handelsverkehr im Skagerrak und Kattegat mit der Friedrich Ihn und der Erich Steinbrinck sowie Torpedobooten beteiligt. Am 18./19. November wurde das Boot zu einem Minenunternehmen gegen die Humbermündung mit der 4. Zerstörerflottille unter Fregattenkapitän Erich Bey mit der Erich Steinbrinck und der Friedrich Eckoldt eingesetzt; die von ihnen gelegte Sperre wurde dem polnischen Motorschiff Piłsudski (14.294 BRT) zum Verhängnis. Zusammen mit der Erich Giese führte das Boot am 6./7. Dezember ein weiteres Minenunternehmen gegen Cromer durch, bei dem die Erich Giese den britischen Zerstörer Jersey torpedierte.
Im Februar 1940 begann die Hans Lody bis zum 22. Mai 1940 eine planmäßige Werftliegezeit, so dass sie an der Besetzung Norwegens nicht teilnahm. Im Zuge der Neuorganisation der Zerstörerverbände nach den schweren Verlusten in Narvik wurde die Hans Lody der 6. Zerstörerflottille zugeteilt. Zusammen mit der Karl Galster, der Erich Steinbrinck und der Hermann Schoemann begleitete sie die Schlachtschiffe Gneisenau und Scharnhorst und den Schweren Kreuzer Admiral Hipper bei deren Vorstoß (Unternehmen Juno) vom 4. bis 9. Juni 1940. Dabei war sie an der Vernichtung des leeren Truppentransporters Orama beteiligt und rettete 98 Schiffbrüchige. Am 8. Juni wurde die Admiral Hipper mit den vier Zerstörern nach Trondheim entlassen. Die Hans Lody brachte auf dem Marsch zum norwegischen Hafen noch einen britischen Trawler auf.
Die durch einen britischen Luftangriff am 13. Juni in Trondheim beschädigte Scharnhorst wurde von einer Sicherung unter dem F.d.Z., Kapitän zur See Erich Bey, auf der Hans Lody mit den Zerstörern Hermann Schoemann und Erich Steinbrinck sowie den Torpedobooten Greif und Kondor vom 20. bis 23. Juni 1940 nach Kiel überführt. Die nach Wilhelmshaven weiterlaufende Hans Lody verlegte dann am 30. Juni mit der Paul Jacobi wieder nach Trondheim. Inzwischen hatte die Gneisenau bei einem bis zur Island-Färöer-Linie geplanten Vorstoß schon kurz nach dem Auslaufen am 20. Juni durch das britische U-Boot Clyde einen Torpedotreffer erhalten und musste auch nach Deutschland zur Reparatur zurück. Die Rückführung fand unter Leitung des B.d.A., Konteradmiral Schmundt, auf dem Leichten Kreuzer Nürnberg mit den Zerstörern Hans Lody (Führungsboot des F.d.Z.), Paul Jacobi, Friedrich Ihn und Karl Galster sowie den Torpedobooten Kondor, Iltis, Jaguar, Luchs und T 5 vom 25. bis 28. Juli statt. Die Luchs wurde dabei von für die Gneisenau bestimmten Torpedos des britischen U-Boots Swordfish getroffen und versenkt. Die Hans Lody kollidierte bei einer Kursänderung mit der Gneisenau.
Nach der Rückführung der Gneisenau verlegte die Hans Lody nach Wilhelmshaven und dann als Führungsboot des F.d.Z. am 9. September 1940 mit der Karl Galster, der Theodor Riedel, der Friedrich Eckoldt und der Friedrich Ihn durch den Ärmelkanal nach Le Havre und Cherbourg. Sie nahm an verschiedenen Unternehmungen teil, so am 28./29. September an einem vom F.d.Z. geführten Minenunternehmen gegen die Falmouth Bay. Es folgten am 17./18. Oktober ein Vorstoß gegen den Westausgang des Bristolkanals sowie am 24./25. und 28./29. November Vorstöße gegen Plymouth. Beim letzten Vorstoß kam es zu einem Gefecht mit der 5th Destroyer Flotilla, und die Javelin wurde durch Torpedotreffer schwer beschädigt. Der britische Zerstörer verlor Bug und Heck und nur das Mittelstück konnte eingebracht werden; die Javelin war erst nach einem Jahr wieder einsatzbereit. Die Hans Lody konnte mit der Richard Beitzen noch einen Dampfer in Brand schießen und erlitt nur Splitterschäden. Am 5. Dezember trat das Boot dann mit der Karl Galster den Rückmarsch an, um in Wesermünde überholt zu werden.
Im April 1941 verließ die Hans Lody die Werft mit jetzt neun 2-cm-Flak C38 anstelle der bisherigen sechs Geschütze des Vormodells. Mit dem Chef der 6. Zerstörerflottille an Bord sicherte sie vom 19. bis 22. Mai den Ausmarsch der Bismarck und der Prinz Eugen zwischen dem Großen Belt bis nordwestlich von Trondheim, wo sie mit den beiden anderen Begleit-Zerstörern (Friedrich Eckoldt und Z 23) entlassen wurde. Über Kiel ging sie zurück nach Wesermünde.
Im Juni gehörte der Zerstörer zum Geleit des Schweren Kreuzers Lützow, der von Kiel über Norwegen in den Atlantik ausbrechen sollte. Die Schiffe wurden am 13. Juni von einer Bristol Beaufort auf der Höhe von Egersund überraschend angegriffen und die Lützow erhielt einen Torpedotreffer, der ihre Maschinenanlage zeitweise ausfallen ließ. Daraufhin kehrte der Verband nach Kiel zurück.
Anfang Juli verlegte die Hans Lody mit der Richard Beitzen nach Bergen, wo sie von der Karl Galster, der Hermann Schoemann und der Friedrich Eckoldt erwartet wurden. Die fünf Zerstörer setzten dann ihren Marsch nach Norden fort und erreichten ihren geplanten neuen Stützpunkt Kirkenes am 10. Juli. Am 12. liefen sie erstmals zur Suche nach alliiertem Schiffsverkehr aus, konnten aber erst in der folgenden Nacht einen kleinen sowjetischen Geleitzug entdecken, von dem zwei Schiffe bei fast vollständigem Munitionsverbrauch versenkt wurden. Auf dem Rückmarsch wurden die Zerstörer aus der Luft angegriffen. Ein weiterer Vorstoß am 22. Juli erbrachte nur die Versenkung eines sowjetischen Schiffes. Wieder mussten die Boote Luftangriffe abwehren. Als die britischen Flugzeugträger Victorious und Furious am 29. Juli Petsamo und Kirkenes angriffen, befanden sich die deutschen Zerstörer zu weit im Osten, um die Träger angreifen zu können. Die Zerstörer machten noch einen weiteren Angriff auf die Kola-Bucht und versenkten dort ein Wachschiff.
Wegen undichter Kesselrohre verlegte die Hans Lody Ende September 1941 nach Deutschland, um auf der NDL-Werft in Wesermünde überholt zu werden. Erst im April 1942 war das Boot wieder einsatzbereit. Die Flugabwehrbewaffnung war durch ein 2-cm-Vierlingsgeschütz verstärkt worden; die Zahl der 2-cm-Einzelkanonen war dabei auf sieben reduziert worden.
Ab dem 15. Mai 1942 gehörte die Hans Lody zu den Sicherungskräften unter dem F.d.Z. auf Z 29 bei der Verlegung des Schweren Kreuzers Lützow nach Norwegen (Unternehmen „Walzertraum“). Die Verlegung erfolgte in Etappen, und die Hans Lody verlegte mit Z 29, Z 27 und der Richard Beitzen am 17./18. Mai von Kristiansand aus eine Verlängerung der „Westwall“-Minensperren. Am 20. Mai erreichte der Verband dann Trondheim, wo die Hans Lody der „Kampfgruppe I“ zugeteilt wurde, während andere Einheiten weiter nach Norden zur „Kampfgruppe II“ verlegten.
Am 2./3. Juli lief die Hans Lody mit der „Kampfgruppe I“, bestehend aus dem Schlachtschiff Tirpitz, dem Schweren Kreuzer Admiral Hipper, den Zerstörern Friedrich Ihn, Karl Galster und Theodor Riedel sowie den Torpedobooten T 7 und T 15, nach Norden zum Altafjord für den geplanten Einsatz (Unternehmen „Rösselsprung“) gegen den alliierten Geleitzugverkehr von Island zur Sowjetunion. Dabei liefen am 3. Juli die Zerstörer Hans Lody, Karl Galster und Theodor Riedel auf einen nicht bekannten Unterwasserfelsen und fielen vorzeitig aus. Auch die Lützow wurde durch eine Grundberührung schwer beschädigt. Der Einsatz von Überwasserfahrzeugen gegen den Geleitzug PQ 17 wurde dann aufgegeben. Die aufgelaufenen Zerstörer wurden abgebracht, provisorisch abgedichtet und nach Trondheim überführt. Auf der Hans Lody war der Doppelboden aufgerissen, die Backbordwelle saß fest und beide Schrauben waren beschädigt. Am 27. Juli verließen die Hans Lody und die Theodor Riedel Trondheim im Schlepp nach Kiel. Die ursprünglich geplante Außerdienststellung der Hans Lody unterblieb und sie wurde doch bei den Deutschen Werken instand gesetzt. Während des Werftaufenthalts erhielt sie (wie alle ursprünglich mit Blohm & Voss-Turbinen angetriebenen verbliebenen Boote der Bauwerften Blohm & Voss und Germaniawerft) neue, von der Germaniawerft gefertigte Turbinen mit einer etwas geringeren Leistung von 67.000 PS.
Am 15. Februar 1943 begannen die erneuten Probefahrten der Hans Lody, die nach einem Kesselraumbrand nochmals unterbrochen werden mussten. Am 22. April verlegte sie dann nach Nord-Norwegen. Vom 6. bis 9. September 1943 war sie am Unternehmen Sizilien gegen Spitzbergen mit der Tirpitz, der Scharnhorst und acht weiteren Zerstörern beteiligt. Am 21. November kollidierte sie im Altafjord mit der Erich Steinbrinck, wobei beide nur geringe Schäden erlitten. Das Boot verlegte dann mit dem Chef der 6. Zerstörerflottille, Kapitän zur See Kothe, für Kontrollfahrten, Minenunternehmen und Geleitaufgaben nach Südnorwegen. So wurden am 3. Dezember mit den Minenschiffen Ostmark, Brummer, Elsaß und den Zerstörern Z 31 und Theodor Riedel die deutschen Minenfelder erweitert.
Nach einem letzten Minenlegeeinsatz im April 1944 wurde die Hans Lody aus Norwegen abgezogen und ging in die Germaniawerft. Die Werftliegezeit dauerte bis zum 18. Februar 1945, wobei das Boot trotz der häufigen Luftangriffe auf Kiel nicht getroffen wurde. Das Boot erhielt einen neuen Sichelbug und eine verstärkte Flugabwehrbewaffnung (Barbara-Bewaffnung). Die schweren Waffen wurden auf vier Geschütze reduziert (Abgabe von Nr. 3). Hinzu kamen stattdessen sieben 37-mm-Flak-Zwillinge 43, ein 20-mm-Flak-Vierling und drei 20-mm-Flak-Zwillinge 38. Nach der Ausbildung nach der langen Liegezeit kam das Boot am 5. April nach Kopenhagen und wurde, bedingt einsatzbereit, für Geleitdienste im Skagerrak eingesetzt.

### Ende derHans Lody
In den letzten Kriegstagen wurde auch die Hans Lody zur Evakuierung deutscher Zivilisten und Soldaten aus Ostpreußen eingesetzt. Nach einem ersten Evakuierungseinsatz am 3. Mai 1945 nahm sie am 5. Mai von Kopenhagen aus eine weitere Fahrt, um Wehrmachtsangehörige und Flüchtlinge von der Halbinsel Hela in den Westen zu holen. Am 7. Mai war sie zurück in Kopenhagen. Am 9. Mai verlegte sie mit der Theodor Riedel nach Kiel. Ende Mai lief sie mit dem größten Teil ihrer deutschen Besatzung unter britischem Kommando nach Wilhelmshaven, wo das Boot, wie andere Zerstörer auch, überholt wurde. Am 18. Dezember 1945 ging die Besatzung in Kriegsgefangenschaft.
Die Hans Lody fiel durch Losentscheid an Großbritannien und lief am 6. Januar 1946 mit einer gemischten Besatzung nach Portsmouth, wo deutsche Spezialisten bis Oktober 1946 noch britische Marineangehörigen einwiesen. Der Zerstörer diente unter britischer Flagge und mit der Kennung R 38 noch zu einigen Versuchen, war dann eine Weile Wohnschiff und wurde ab 1949 in Sunderland abgewrackt.

## Kommandanten
| Name                                            | Zeitraum                              |
| ----------------------------------------------- | ------------------------------------- |
| Korvettenkapitän Karl-Jesko von Puttkamer       | 2. September 1938 bis 22. August 1939 |
| Korvettenkapitän Hubert Freiherr von Wangenheim | 23. August 1939 bis 31. Oktober 1940  |
| Korvettenkapitän Werner Pfeiffer                | 1. November 1940 bis 10. August 1942  |
| Korvettenkapitän Karl-Adolf Zenker              | 11. August 1942 bis 10. März 1943     |
| Kapitänleutnant Carlheinz Vorsteher             | März/April 1943 (m.W.d.G.b)           |
| Kapitän zur See Hans Marks                      | April bis 15. November 1943           |
| Korvettenkapitän/Fregattenkapitän Kurt Haun     | 15. November 1943 bis Mai 1945        |
| Kapitänleutnant Richard Bulla                   | i. V. Juli bis November 1944          |